# Ingomar Sieghart
Ingomar Sieghart (* 10. September 1943 in Ostrava) ist ein ehemaliger deutscher Hochspringer.
1966 wurde er Fünfter bei den Europäischen Hallenspielen in Dortmund und Achter bei den Leichtathletik-Europameisterschaften in Budapest.
1968 folgte einem fünften Platz bei den Europäischen Hallenspielen in Madrid ein neunter Platz bei den Olympischen Spielen in Mexiko-Stadt.
Bei den Leichtathletik-Halleneuropameisterschaften 1971 in Sofia wurde er Neunter, und bei den Olympischen Spielen 1972 in München schied er in der Qualifikation aus.
1966 und 1969 wurde er Deutscher Meister.
Sieghart startete für den TSV 1860 München.

## Persönliche Bestleistungen
- Hochsprung: 2,16 m, 30. Oktober 1970, Lahore
  - Halle: 2,20 m, 26. Februar 1971, Kiel